# 게르첼추스산

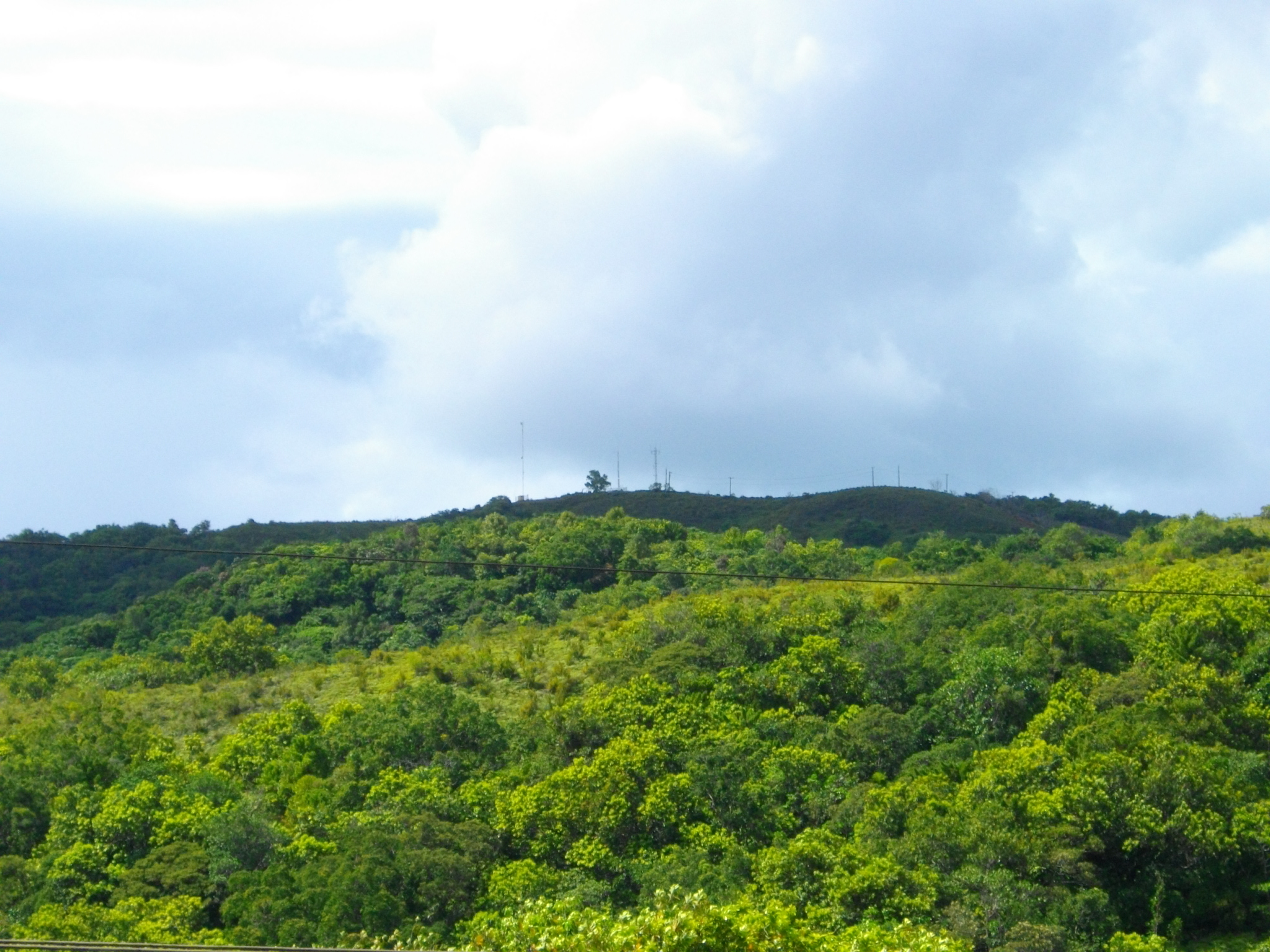
게르첼추스산

게르첼수스산(Mount Ngerchelchuus)은 팔라우 바벨다오브섬에 위치한 산으로, 높이는 해발 242m이다. 팔라우에서 가장 높은 산이며 가르드마우주와 가렘렝구이주의 경계 지대에 위치한다.